# Maurice Lalonde
Pour l’article homonyme, voir Lalonde.
Maurice Lalonde, né le 24 août 1901 à Montréal et mort le 2 juin 1956, est un avocat et homme politique canadien.

## Biographie
Né à Montréal, il étudie au Séminaire Saint-Joseph de Mont-Laurier où il obtient un Baccalauréat en arts avant d'aller à l'Université de Montréal. Devenu officiellement avocat en 1927, il devient propriétaire du journal La Voix du Nord. Il servit aussi comme président des compagnies Aviation Mont-Laurier et Lievre Lumber. 
Élu député du Parti libéral du Canada dans la circonscription fédérale de Labelle en 1935, il fut réélu en 1940 et en 1945. Il ne se représente pas en 1949.